# Stiftsbasilika Mariä Geburt (Wiślica)

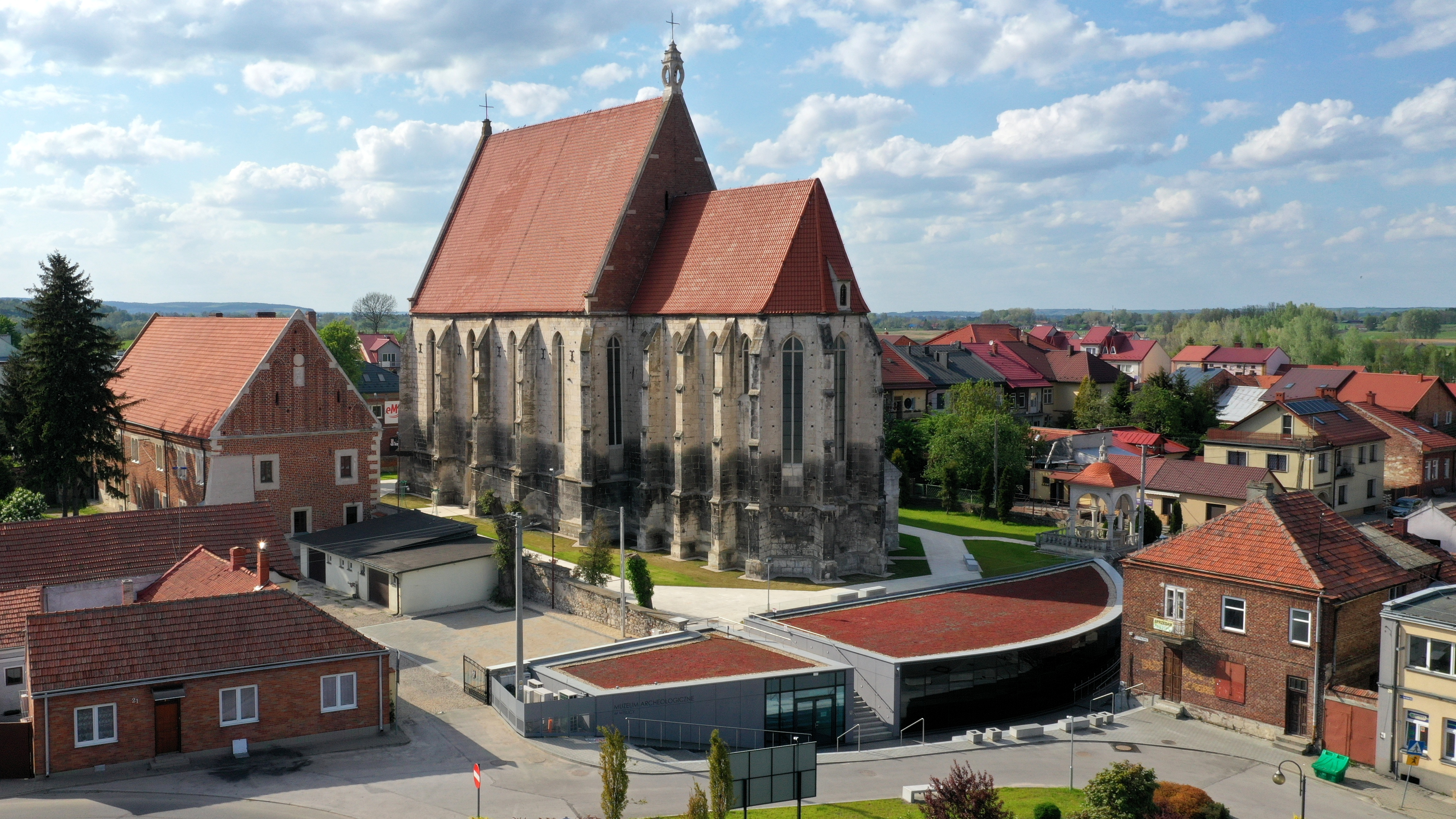
Basilika Mariä Geburt

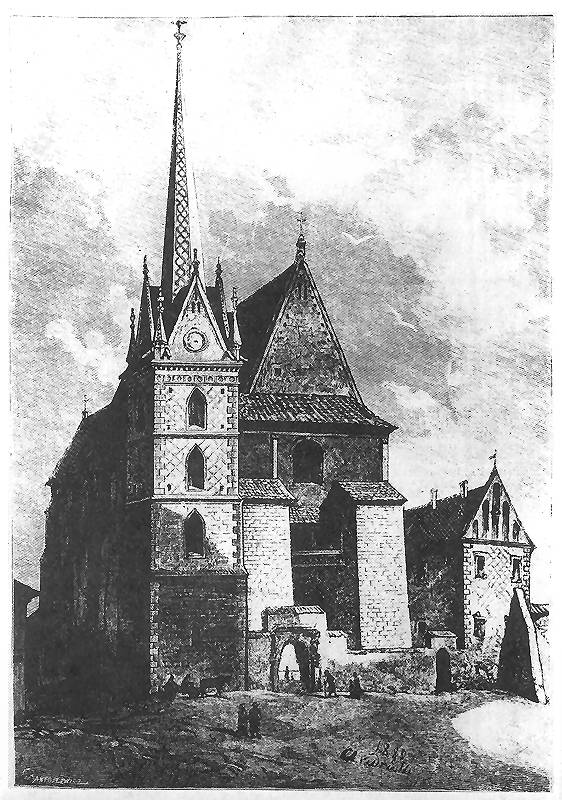
Westansicht um 1895 von Michał Elwiro Andriolli

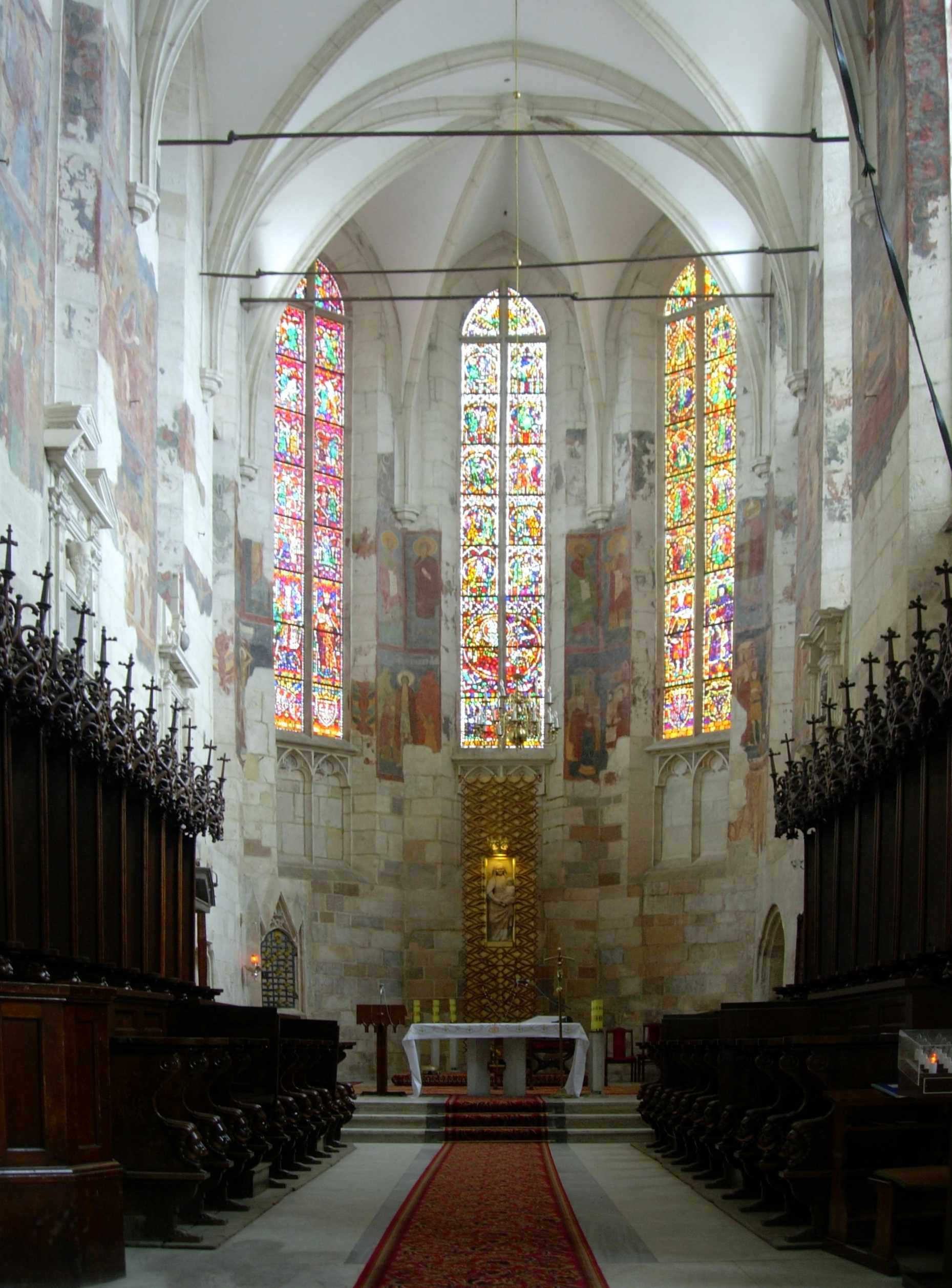
Innenraum

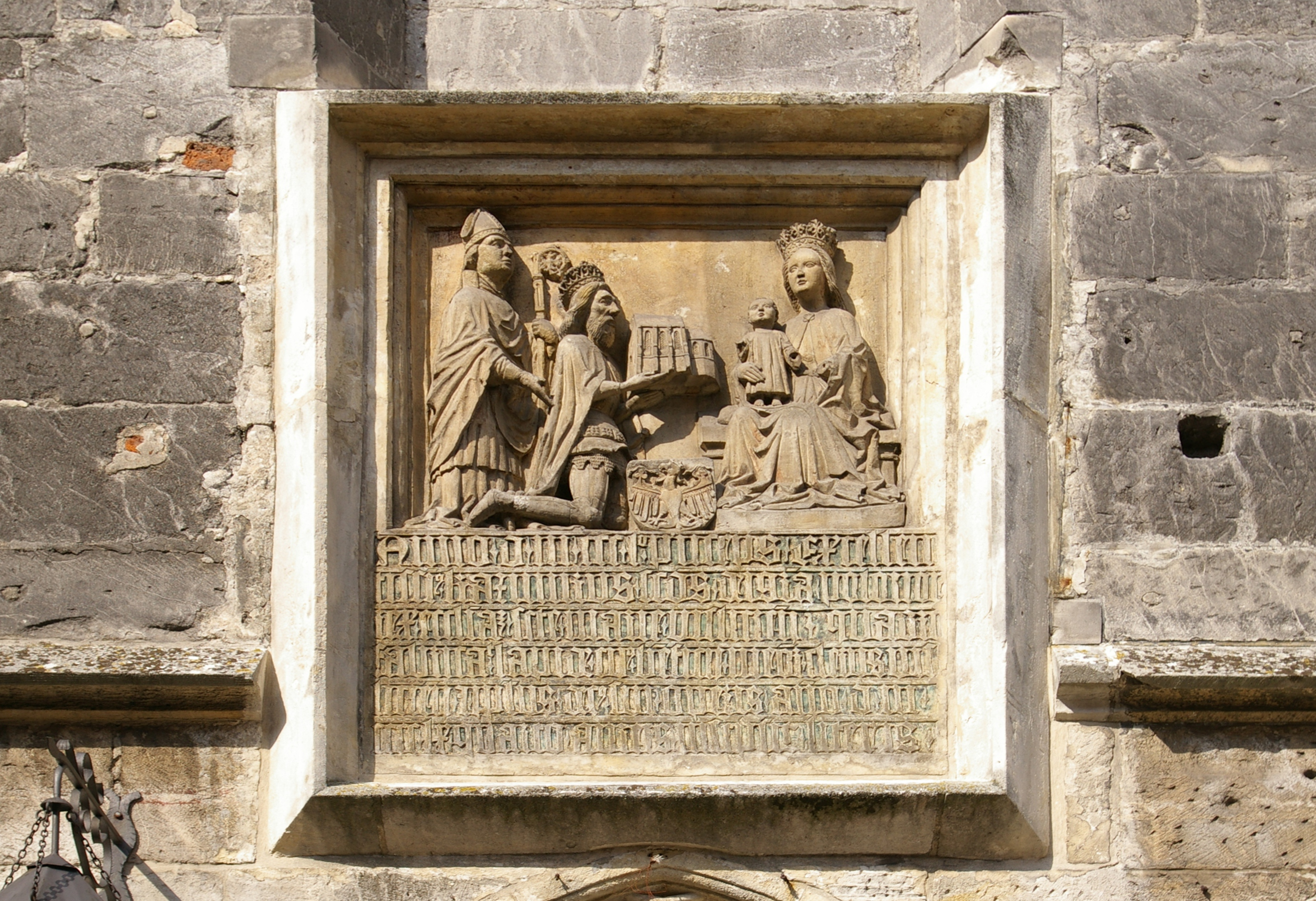
Gedenktafel an das Statut von Wiślica

Die Stiftsbasilika Mariä Geburt (polnisch Bazylika kolegiacka Narodzenia Najświętszej Marii Panny w Wiślicy) ist eine römisch-katholische Stifts- und Pfarrkirche in Wiślica in der südpolnischen Woiwodschaft Heiligkreuz. Die gotische Kirche wurde im 14. Jahrhundert unter Kasimir dem Großen auf den Fundamenten zweier romanischer Vorgängerkirchen gebaut. Sie trägt die Titel einer Stiftskirche sowie seit 2005 einer Basilica minor und wurde 2018 als Pomnik historii zum historischen Denkmal erklärt.

## Geschichte

### Vorgängerkirchen
Der Bau der ersten romanischen Stiftskirche Mariä Geburt wurde von Fürst Heinrich von Sandomir begonnen. Die Kirche wurde in der zweiten Hälfte des 12. Jahrhunderts während der Regierungszeit seines Bruders Kasimirs des Gerechten fertiggestellt. Der kleine geostete Saalbau besaß einen eingezogenen Chor, der mit einer Apsis abgeschlossen wurde. Im westlichen Teil des Kirchenschiffs befand sich eine kleine Empore. Die Überreste der Krypta unter dem Altarraum sind erhalten geblieben.
Zu Beginn des 13. Jahrhunderts wurde die zweite, vergrößerte Stiftskirche St. Johannes von Gott errichtet. Die dreischiffige Kirche wurde als Basilika ausgeführt. Die Kapellen befanden sich im nördlichen und südlichen Kirchenschiff. Das Gewölbe wurde durch sechs Säulen getragen. Es gab zwei Türme an der Westfassade.

### Heutige Kirche
Die dritte, bis heute erhaltene Stiftskirche in Wiślica wurde von Kasimir dem Großen gegründet und trägt das Patrozinium Mariä Geburt. Mit dem Bau wurde 1350 begonnen, wobei jedoch das untere Westmassiv von der früheren romanischen Kirche erhalten blieb. Die politische Bedeutung der Kirche spiegelt sich in der Dekoration wider. Der König ließ sie als Sühnekirche für die Ermordung des Kanonikers Marcin Baryczko errichten. 1464 wurde durch den Kanoniker Jan Długosz eine Gedenktafel geschaffen, auf der Kasimir im Beisein Bischof Bodzanta der Madonna mit dem Kind ein Kirchenmodell überreicht. Diese befindet sich über dem Portal auf der Südseite. Die Kirche wurde über die Jahrhunderte wiederholt repariert und restauriert.
Im Jahr 1915 wurde die Kirche durch die österreichische Artillerie schwer beschädigt. Die Westfassade und der einzeln stehende, romanische Turm der Vorgängerkirche wurden schwer beschädigt. Die Kirche wurde in den 1920er Jahren unter Leitung von Adolf Szyszko-Bohusz wiederaufgebaut. 1924 stellte der Bischof von Kielce, Augustyn Łosiński, den 1819 verlorenen Kollegiatstatus wieder her.
Im Jahre 1958 wurden bei archäologischen Forschungen im Keller der Kirche die Überreste romanischer Kirchen entdeckt.
Im Jahr 2002 wurde die Basilika zusammen mit dem benachbarten Dlugosz-Haus als eines von weltweit hundert von der Zerstörung bedrohten Denkmälern in die Liste des World Monuments Fund aufgenommen.

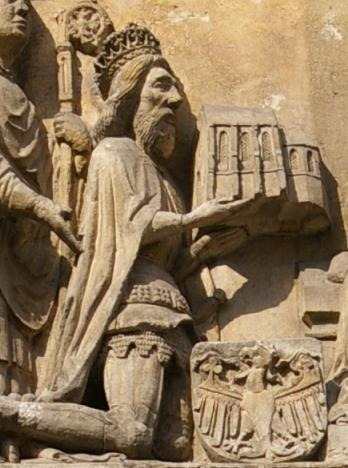
Kasimir III. als Stifter
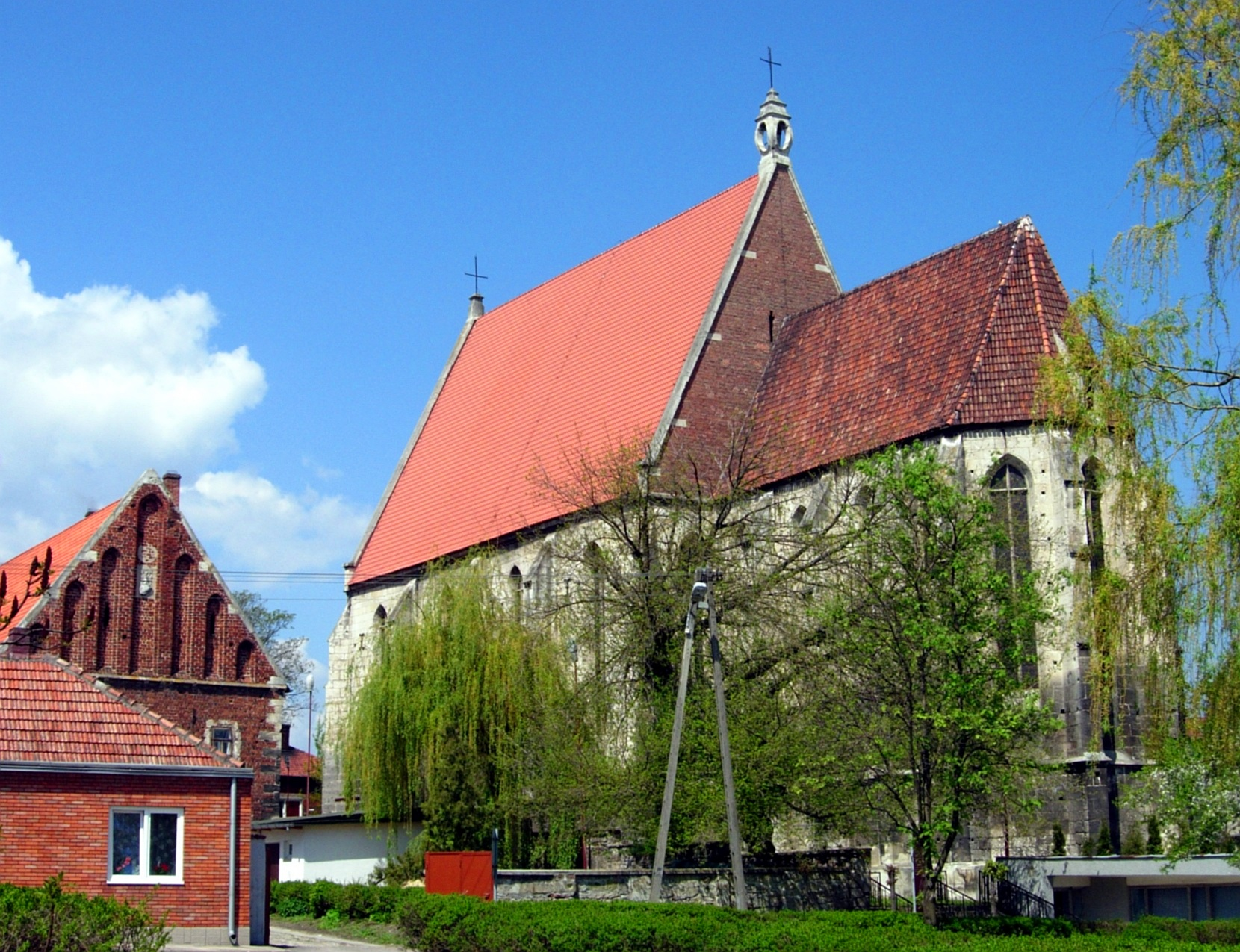
Kirche von Südosten

## Architektur
Der untere Teil der Kirche wurde aus Steinquadern errichtet. Der Giebel der Westfassade aus Backstein ist das Ergebnis des Wiederaufbaus nach Kriegsschäden in den 1920er Jahren. Die zweischiffige Kirche besitzt einen eingezogenen Chor mit einem Kreuzrippengewölbe. Das Langhaus hat ein dreigeteiltes, teilweise sternförmiges Gewölbe. Es wird von drei schlanken polygonalen Säulen getragen.
An der Nordseite wurde in der zweiten Hälfte des 17. Jahrhunderts ein Anbau für Sakristei und Schatzkammer angefügt. Der Haupteingang befindet sich auf der Südseite. Ein scharfkantiges Portal führt in das Innere des Gebäudes.
Das Nordportal stammt aus der zweiten Hälfte des 14. Jahrhunderts und ist mit geschnitzten Wappen versehen: zwei Piastenadler und das Wappen von Großpolen. In der Nähe des Portals befindet sich ein zugemauertes Fenster, von dem aus der Tradition zufolge das Statut von Wiślica bekannt gegeben wurde.